# Lasiopodomys brandtii
Lasiopodomys brandtii é uma espécie de roedor da família Cricetidae.
Pode ser encontrada nos seguintes países: China, Mongolia e Rússia.